# Lassana Fané
Lassana Fané (Bamako, 11 de novembro de 1987) é um futebolista profissional malinês que atua como defensor.

## Carreira
Lassana Fané representou o elenco da Seleção Malinesa de Futebol no Campeonato Africano das Nações de 2010.